# 陈薪伊
陈薪伊（1938年—），女，祖籍安徽桐城，生于陕西西安，中国导演、编剧、演员，国家有突出贡献话剧艺术家。